# Monosulfur de carboni
El monosulfur de carboni és un compost químic amb la fórmula química CS. És una molècula diatòmica és l'anàleg químic sulfurós del monòxid de carboni, i és inestable tant líquid com sòlid, però s'ha observat com a gas tant en laboratori com en el medi interestel·lar. Aquesta molècula té un enllaç fort entre el carboni i el sofre. Tendeix a polimeritzar-se cosa que reflecteix l'estabilitat més gran dels enllaços simples carboni-sofre.
Els polímers que s'han observat tenen la fórmula (CS)n. També el CS s'ha observat com lligand en certs metalls de transició.